# Viscosité dynamique
En mécanique des fluides, la viscosité dynamique est une grandeur physique qui caractérise la résistance d'un fluide à son écoulement laminaire. La viscosité dynamique est notée {\displaystyle \eta }, ou parfois {\displaystyle \mu } dans les ouvrages de mécanique des fluides.
Les fluides newtoniens ont une viscosité dynamique indépendante du gradient de vitesse.
Par opposition, les fluides non newtoniens ont une viscosité dynamique dépendante du gradient de vitesse.
Les fluides dont la viscosité dynamique augmente avec la contrainte appliquée sont dits rhéoépaississants. Inversement, ceux dont la viscosité dynamique diminue avec la contrainte appliquée sont dits rhéofluidifiants (propriété de la plupart des crèmes, peintures, dentifrices).
La viscosité dynamique est dépendante de la température et de la pression. Pour l'eau, à 20 °C sous 1 à 100 bar, on estime que μ = 1 × 10−3 Pa s ; passant de 1,79 × 10−3 Pa s à 0 °C jusqu'à 0,653 × 10−3 Pa s à 40 °C.

## Définition
Pour un écoulement laminaire d'un fluide, la viscosité dynamique μ (lettre grecque mu) ou η (lettre grecque êta) est le rapport de la contrainte de cisaillement τ (lettre grecque tau) au gradient de vitesse perpendiculaire au plan de cisaillement.
Sa dimension est ML-1T-1 et l'unité correspondante dans le Système international d'unités est le kg m−1 s−1, plus simplement exprimé pascal seconde (Pa s).
D'anciennes unités sont toujours plus ou moins utilisées, comme le poiseuille (Pl) (1 Pl = 1 Pa s) ou bien la poise (Po) (1 Po = 0,1 Pl = 0,1 Pa s).
La définition ci-dessus est donnée pour un problème unidimensionnel. Elle se généralise grâce à l'hypothèse de Stokes.

## Lien avec la viscosité cinématique
La viscosité dynamique est reliée à la viscosité cinématique par la formule {\displaystyle \mu =\nu \,\rho .}
Dans cette équation :
- {\displaystyle \mu } est la viscosité dynamique du fluide en pascals-secondes (Pa s, qu'on peut aussi écrire N s m−2 ou kg m−1 s−1) ;
- {\displaystyle \nu } est la viscosité cinématique du fluide en m2/s (= 104 St) ;
- {\displaystyle \rho } est la masse volumique du fluide en kg/m3.

## Tableau des valeurs
Viscosité dynamique de certains liquides et gaz à 20 °C et 1 atm :
| Liquide                  | µ (Pa s)    | Gaz     | µ (Pa s)    |
| ------------------------ | ----------- | ------- | ----------- |
| Ammoniac                 | 2,20 × 10-4 | H2      | 9,05 × 10-6 |
| Benzène                  | 6,51 × 10-4 | He      | 1,97 × 10-5 |
| Eau                      | 1,00 × 10-3 | H2O     | 1,02 × 10-5 |
| Eau de mer (30 %)        | 1,07 × 10-3 | air sec | 1,8 × 10-5  |
| Éthanol                  | 1,20 × 10-3 | Ar      | 2,24 × 10-5 |
| Éthylène glycol          | 2,14 × 10-2 | CO2     | 1,48 × 10-5 |
| Fréon 12                 | 2,62 × 10-4 | CO      | 1,82 × 10-5 |
| Essence                  | 2,92 × 10-4 | N2      | 1,76 × 10-5 |
| Glycérine                | 1,49        | O2      | 2,00 × 10-5 |
| Kérosène                 | 1,92 × 10-3 | NO      | 1,90 × 10-5 |
| Mercure                  | 1,56 × 10-3 | N2O     | 1,45 × 10-5 |
| Poix                     | 2,3 × 108   | Cl2     | 1,03 × 10-5 |
| Méthanol                 | 5,98 × 10-4 | CH4     | 1,34 × 10-5 |
| SAE 10W                  | 1,04 × 10-1 |         |             |
| SAE 10W30                | 1,7 × 10-1  |         |             |
| SAE 30W                  | 2,9 × 10-1  |         |             |
| SAE 50W                  | 8,6 × 10-1  |         |             |
| Tétrachlorure de carbone | 9,67 × 10-4 |         |             |

Note : les valeurs des huiles SAE sont représentatives et la classification permet une variation de ±50 %.